# غالية قباني
غالية قباني كاتبة وصحفية سورية.

## عن حياتها
ولدت في مدينة حلب شمال سورية ونشأت في الكويت حيث انهت دراستها وحصلت على إجازة في الحقوق وبعد ذلك عملت في صحيفة الوطن الكويتية. غادرت الكويت صيف 1990 وإستقرت في لندن منذ عام 1994. التحقت بعدة دورات في السينما والأدب والإعلام. تولت مسؤولية إدارة تحرير مجلة متخصصة للرجل بلندن. أنهت قبل شهور دورة تدريبية مع بي بي سي لتدريب المدربين. تنشر في صحيفة “الحياة” اللندنية ومجلة “العربي.